# Никлас Бекстрем
Никлас Бекстрем (швед. Nicklas Bäckström — Валбо, 23. новембар 1987) професионални је шведски хокејаш на леду који игра на позицијама центра.
Члан је сениорске репрезентације Шведске за коју је на међународној сцени дебитовао на светском првенству 2006. године. Двоструки је светски првак са Шведском, са првенстава 2006. и 2017. године. У два наврата био је део шведског олимпијског тима, на ЗОИ 2010. у Ванкуверу и ЗОИ 2014. у Сочију. У Сочију је освојио сребрну олимпијску медаљу.

## Каријера
Играчку каријеру започео је у редовима шведског Бринеса у ком је провео прве 4 професионалне сезоне. Као персепктиван играч 2006. учествује на улазном драфту НХЛ лиге где га је као 4. пика у првој рунди одабрала екипа Вашингтон капиталса. Први трогодишњи уговор са Капиталсима потписује у мају 2007. године и исте године дебитује у најјачој хокејашкој лиги на свету.
Трећу по реду НХЛ сезону (сезону 2009/10) окончао је са учинком од 101 поена, и тако постао четврти најефикаснији играч у лиги те сезоне, одмах после Хенрика Седина (112 поена), Сиднија Крозбија (109) и Александра Овечкина (109).
Дана 17. маја 2010. Бекстрем је потписао нови десетогодишњи уговор са Капиталсима вредан 67 милиона америчких долара.
Током НХЛ локаута у сезони 2012/13. играо је за московски Динамо у КХЛ лиги.